# Pia Mia
 (octobre 2014).
Si vous disposez d'ouvrages ou d'articles de référence ou si vous connaissez des sites web de qualité traitant du thème abordé ici, merci de compléter l'article en donnant les références utiles à sa vérifiabilité et en les liant à la section « Notes et références ».
Pour les articles homonymes, voir Perez.
Pia Mia ou Princess Pia Mia, de son nom complet Pia Mia Perez, est une chanteuse américaine, née le 19 septembre 1996 à Guam.
Elle est d'abord connue pour ses reprises de chansons sur YouTube, puis signe pour le label Interscope Records et sort un EP intitulé The Gift. Elle figure sur la bande originale du film Divergente. En septembre 2014, elle sort le single Fill Me In en duo avec le chanteur Austin Mahone, reprise du fameux titre de Craig David.
En 2018, elle est annoncée comme faisant officiellement partie de la distribution du film After : Chapitre 1, le livre succès d'Anna Todd adapté au grand écran pour 2019. Elle y joue le rôle de Tristan. Sa chanson Bitter Love est d'ailleurs dans la bande originale du film.

## Biographie

### Enfance et formation
Pia Mia est née le 19 septembre 1996, à Guam. Son père est Peter Perez Jr. et sa mère est Angela Terlaje Perez. Pia Mia a un petit frère, Peter Michael Jude et une petite sœur, Paloma Colette. Elle a aussi une demi-sœur plus âgée, Kandis Rae. Pia Mia réside actuellement à Los Angeles.
Elle a commencé sa carrière en postant des covers de musiques connues sur YouTube avant de sortir son premier EP intitulé The Gift. Elle refera par la suite quelques collaborations avec des chanteurs connus tels que Chris Brown ou G-Eazy. Quelques années plus tard, Pia Mia sortira à la fin de l’année 2017 un second EP : The Gift 2. 
Pia Mia est également la première directrice fashion de la marque de Madonna appelé Material Girl. Elle a également deux collections de vêtements en collaboration avec la marque In The Style London.

### Carrière
En 2009, Pia Mia commence à publier des vidéos d'elle reprenant des chansons sur YouTube. En 2011, elle enregistre Bubblegum Boy avec Bella Thorne, puis The Last Man on Earth, qui ne rencontrent pas un grand succès. Pia Mia continue de publier des vidéos sur YouTube et travaille en amont avec Chris Brown et le producteur Nic Nac, mais elle se fait surtout connaitre en août 2013, lorsque la star de télé-réalité américaine, Kim Kardashian, poste une vidéo de Pia chantant la chanson Hold On, We're Going Home de Drake devant Kanye West, la famille Kardashian et Drake lui-même. Quatre mois plus tard, elle sort son EP intitulé The Gift comprenant huit titres, dont sa reprise de Hold On, We're Going Home, mais aussi Red Love ou Mr. President. En février, elle figure sur la bande originale du film Divergente avec la chanson Fight For You qu'elle interprète en duo avec Chance The Rapper. La bande son se placera 16e du Billboard 200. En mai 2014, elle publie sur Internet la chanson My Bae et en septembre 2014, elle sort le single Fill Me In en duo avec Austin Mahone. 
Pia Mia est aussi active sur les réseaux sociaux. Sa fan-base s’appelle « Wolfpack Kingdom ».
En 2015, elle apparait dans une publicité pour Missguided, et en juin 2015, elle sort un single intitulé Do It Again, reprise de jBoog, en featuring avec Tyga et Chris Brown, qui rencontre le succès avec près de 40 millions de vues en 1 mois seulement[réf. nécessaire]. Son single a été officiellement reconnu par VEVO après avoir franchi la barre des 100 millions de vues. Le 30 octobre 2015, elle dévoile son second single officiel intitulé Touch qui a dépassé les 1 000 000 de vues en moins d'une semaine[réf. nécessaire].  

## Discographie

### EP
| Titre    | Détails                                                                              |
| -------- | ------------------------------------------------------------------------------------ |
| The Gift | - Sortie: 25 février 2014 - Format: EP, téléchargement - Label: Wolfpack, Interscope |

### Singles
| Titre                                      | Année | Classement | Classement | Classement | Classement | Classement | Classement | Classement | Classement | Certifications                                   | Album/EP          |
| Titre                                      | Année | US         | AUS ,      | CAN        | DAN        | IRE        | N-Z        | SUE        | R-U        | Certifications                                   | Album/EP          |
| ------------------------------------------ | ----- | ---------- | ---------- | ---------- | ---------- | ---------- | ---------- | ---------- | ---------- | ------------------------------------------------ | ----------------- |
| Red Love                                   | 2013  | —          | —          | —          | —          | —          | —          | —          | —          |                                                  | The Gift          |
| Mr. President                              | 2014  | —          | —          | —          | —          | —          | —          | —          | —          |                                                  | The Gift          |
| Do It Again (featuring Chris Brown & Tyga) | 2015  | 71         | 5          | 70         | 38         | 52         | 10         | 70         | 8          | - ARIA : Platine - BPI : Argent - RMNZ : Platine | single uniquement |
| Touch                                      | 2015  | —          | 47         | —          | —          | 83         | —          | —          | 47         |                                                  | single uniquement |
| I'm a Fan (featuring Jeremih)              | 2017  | —          | —          | —          | —          | —          | —          | —          | —          |                                                  | single uniquement |
| Bitter Love                                | 2019  | —          | —          | —          | —          | —          | —          | —          | —          |                                                  | À venir           |
| Princess                                   | 2020  | —          | —          | —          | —          | —          | —          | —          | —          |                                                  | À venir           |
| Hot                                        | 2020  | —          | —          | —          | —          | —          | —          | —          | —          |                                                  | À venir           |

### Singles enfeaturing
| Titre                                   | Année | Classement | Classement | Classement | Classement | Classement | Classement | Classement | Certifications | Album             |
| Titre                                   | Année | AUS        | BEL (Wa)   | FRA        | ALL        | IRE        | ÉCO        | UK         | Certifications | Album             |
| --------------------------------------- | ----- | ---------- | ---------- | ---------- | ---------- | ---------- | ---------- | ---------- | -------------- | ----------------- |
| Boys & Girls (featuring will.i.am)      | 2016  | 53         | 17         | 46         | 39         | 42         | 14         | 21         | * BPI : Argent | single uniquement |
| Cuddled Up (John Lindahl feat. Pia Mia) | 2020  | —          | —          | —          | —          | —          | —          | —          |                | single uniquement |
| Lovefool (twocolors feat. Pia Mia)      | 2020  | —          | —          | —          | —          | —          | —          | —          |                | single uniquement |

### Singles promotionnels
| Chanson                              | Année | Album             |
| ------------------------------------ | ----- | ----------------- |
| Bubblegum Boy (avec Bella Thorne)    | 2011  | NC                |
| The Last Man on Earth                | 2013  | NC                |
| Shotgun Love                         | 2013  | The Gift          |
| What a Girl Wants                    | 2013  | single uniquement |
| Fill Me In (featuring Austin Mahone) | 2014  | single uniquement |
| F**k With U (featuring G-Eazy)       | 2015  | single uniquement |

## Filmographie
- 2019 : After : Chapitre 1 de Jenny Gage : Tristan
- 2020 : After : Chapitre 2 de Roger Kumble : Tristan